# Гранчар, Дмитрий Борисович
Дми́трий Серге́евич Гра́нчар (укр. Дмитро Борисович Гранчар, позывной — Демон; 21 мая 1982, Поти — 7 октября 2022, Нововоронцовка) — украинский военнослужащий, младший сержант, участник российско-украинской войны. Герой Украины (29 сентября 2023, посмертно).

## Биография
Дмитрий Гранчар родился 21 мая 1982 года в городе Поти Грузинской ССР.
После рождения Дмитрия семья переехала на родину отца в деревню Теплица Болградского района Одесской области. В 1989 году пошёл в первый класс местной школы, а в 1998 году стал студентом Арцизского профессионального аграрного лицея, получив специальность электромонтера.
В ходе АТО на востоке Украины мобилизованный 25 мая 2015 года, нес военную службу в составе в/ч 3416 Днепропетровской области, а затем остался в армии на контракте, имел статус участника боевых действий. В октябре 2021 года продлил очередной контракт.
С началом полномасштабного российского вторжения в Украину находился на передовой. Младший сержант Дмитрий Гранчар с позывным «Демоном» служил в танковом батальоне 128-й отдельной горно-штурмовой Закарпатской бригады, был командиром экипажа танка Т-72, воевавшего под флагом Украины. В перерывах между боями учил новичков правильно выбирать позицию, маневрировать, применять разные виды маскировки. Эти учения спасли жизнь не одному бойцу.
Погиб 7 октября 2022 года во время штурмовых действий вблизи поселка Нововоронцовка Бериславского района Херсонской области. В танк Дмитрия Гранчара попала противотанковая управляемая ракета, он погиб на месте. Некоторое время сослуживцы не могли забрать его тело, потому что бой проиграли. Однако как только ВСУ освободили местность, тело сразу забрали. Почти два месяца тело погибшего проходило экспертизу. Чин прощания состоялся 22 ноября 2022 года в родном селе.

## Награды
- Звание «Герой Украины» с удостоением ордена «Золотая Звезда» (29 сентября 2023, посмертно) — за личное мужество и героизм, проявленные в защите государственного суверенитета и территориальной целостности Украины, верность военной присяге.